# Laticauda schistorhynchus
Espèce
Synonymes
- Platurus schistorhynchus Günther, 1874
- Pseudolaticauda schistorhynchus (Günther, 1874)

Statut de conservation UICN

 VU B1ab(iii); D2 : Vulnérable
Laticauda schistorhynchus ou tricot rayé de Niue est une espèce de serpents marins venimeux de la famille des Elapidae. Il est appelé Katuali par les niuéens.

## Répartition
Cette espèce est endémique des eaux de la petite île corallienne de Niue.

## Description
C'est un petit tricot rayé qui ne mesure qu'environ 0,75 m. Il ressemble beaucoup à un petit tricot rayé asiatique : son corps est gris bleuté avec de larges barres brunes s'estompant sur les flancs.
Il vit en mer où il chasse des poissons dans les bancs de coraux et sur terre pour se réchauffer, digérer, boire de l'eau douce et dormir.
C'est un serpent ovipare qui pond ses œufs sur la terre ferme.
Il est très venimeux mais peu agressif : il est extrêmement rare qu'il morde un être humain mais en cas d'une très improbable morsure il faut aller d'urgence à l'hôpital. 
Sa survie est menacée par le réchauffement climatique et la montée des eaux, les cyclones et par les activités humaines telles l'urbanisation des côtes et la pêche. Les mangoustes, introduites par l'homme pour chasser les rats, sont aussi de redoutables dangers pour ces tricots rayés.

## Publication originale
- Günther, 1874: A contribution to the Fauna of Savage Island. Proceedings of the Zoological Society of London, vol. 1874, p. 295-297 (texte intégral).